# Beate Zschäpe
Beate Zschäpe, född Apel den 2 januari 1975 i Jena, Thüringen, är en tysk högerextremist och medlem av den nazistiska terrorgruppen Nationalsozialistischer Untergrund (NSU). Hon är åtalad för tio mord, två bombangrepp och 15 överfall och rån. Rättegången hölls i Oberlandesgericht München, då vissa av brotten begåtts i Bayern.
I juli 2018 dömdes Beate Zschäpe till livstids fängelse.